# Bungulla harrisonae
Espèce
Bungulla harrisonae est une espèce d'araignées mygalomorphes de la famille des Idiopidae.

## Distribution
Cette espèce est endémique d'Australie-Occidentale. Elle se rencontre dans le parc national John Forrest.

## Description
La femelle holotype mesure 24,1 mm.

## Étymologie
Cette espèce est nommée en l'honneur de Sophie E. Harrison.

## Publication originale
- Rix, Raven, Austin, Cooper & Harvey, 2018 : Systematics of the spiny trapdoor spider genus Bungulla (Mygalomorphae: Idiopidae): revealing a remarkable radiation of mygalomorph spiders from the Western Australian arid zone. Journal of Arachnology, vol. 46, no 2, p. 249-344.